# Sgian dubh (Messer)

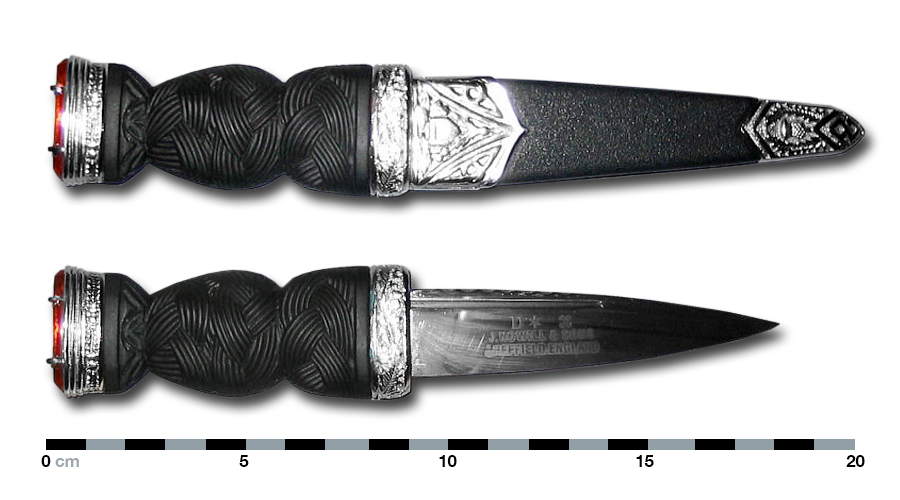
Sgian dubh, das traditionelle schottische Strumpfmesser

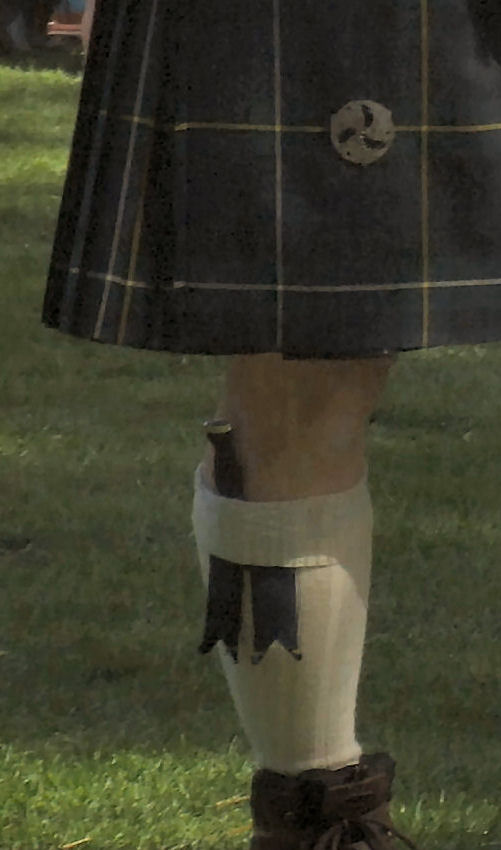
Das Sgian dubh wird im rechten Strumpf getragen

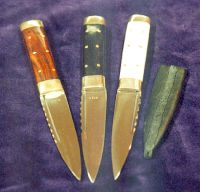
Schottische Messer des Skean-Typs

Sgian dubh (andere Schreibweisen: sgian dhub, skhian dubh, skein dubh oder auch skene du beziehungsweise skean dhu) ist ein traditionelles schottisches Messer, auch „Strumpf-Dolch“ genannt.

## Geschichte
Seit dem 18. Jahrhundert gehört der Sgian dubh zur Kilt-Ausrüstung der Highland-Schotten. Er wurde verdeckt getragen, da es den Schotten durch den Disarming Act verboten war, Waffen zu tragen. Der Griff ist traditionell aus Ebenholz, die Scheide aus mit Leder überzogenem Holz. Die Metallbeschläge sind aus versilbertem Messing. 
Der Name ist gälisch und bedeutet „schwarzer Dolch“, wobei nicht sicher ist, worauf schwarz sich bezieht. Zwar waren und sind die meisten Griffe der Sgian dubhs in der Tat schwarz, es könnte aber von der weiteren Bedeutung von schwarz herstammen, nämlich versteckt bzw. verborgen. Der Sgian dubh soll sich aus dem weniger bekannten Sgian achlais (auch „Ärmeldolch“ genannt) entwickelt haben, den die Schotten bis zum 17. Jahrhundert – als Werkzeug und Essbesteck, aber auch als heimlich getragene, schnell zu ziehende Waffe – unter der Achselhöhle getragen haben sollen und der von ähnlicher Beschaffenheit und nur wenig länger als der Sgian dubh war. Der Skean achlais ist eine weitere Variante dieser am Körper getragenen kleinen Dolche. 
Höflichkeit und Etikette erforderten es früher, dass die männlichen Gäste und Besucher beim Eintritt in ein privates oder öffentliches Haus ihre Waffen abgaben. Der ebenfalls landestypische Dirk, der deutlich größer als der Sgian dubh ist und meist offen am Gürtel getragen wurde, wurde in solchen Fällen bereitwillig abgegeben. Den Sgian dubh behielt man aber am Mann, da man nie vor Angriffen sicher sein konnte. Unter Freunden holte man ihn als Vertrauensbeweis aus seinem Versteck und trug ihn sichtbar links oder rechts im Strumpf.
Heute zählt der Sgian dubh zu den Trachtenmessern und wird meist im rechten Strumpf getragen, auf der Seite der dominanten Hand.